# École européenne supérieure de l’image

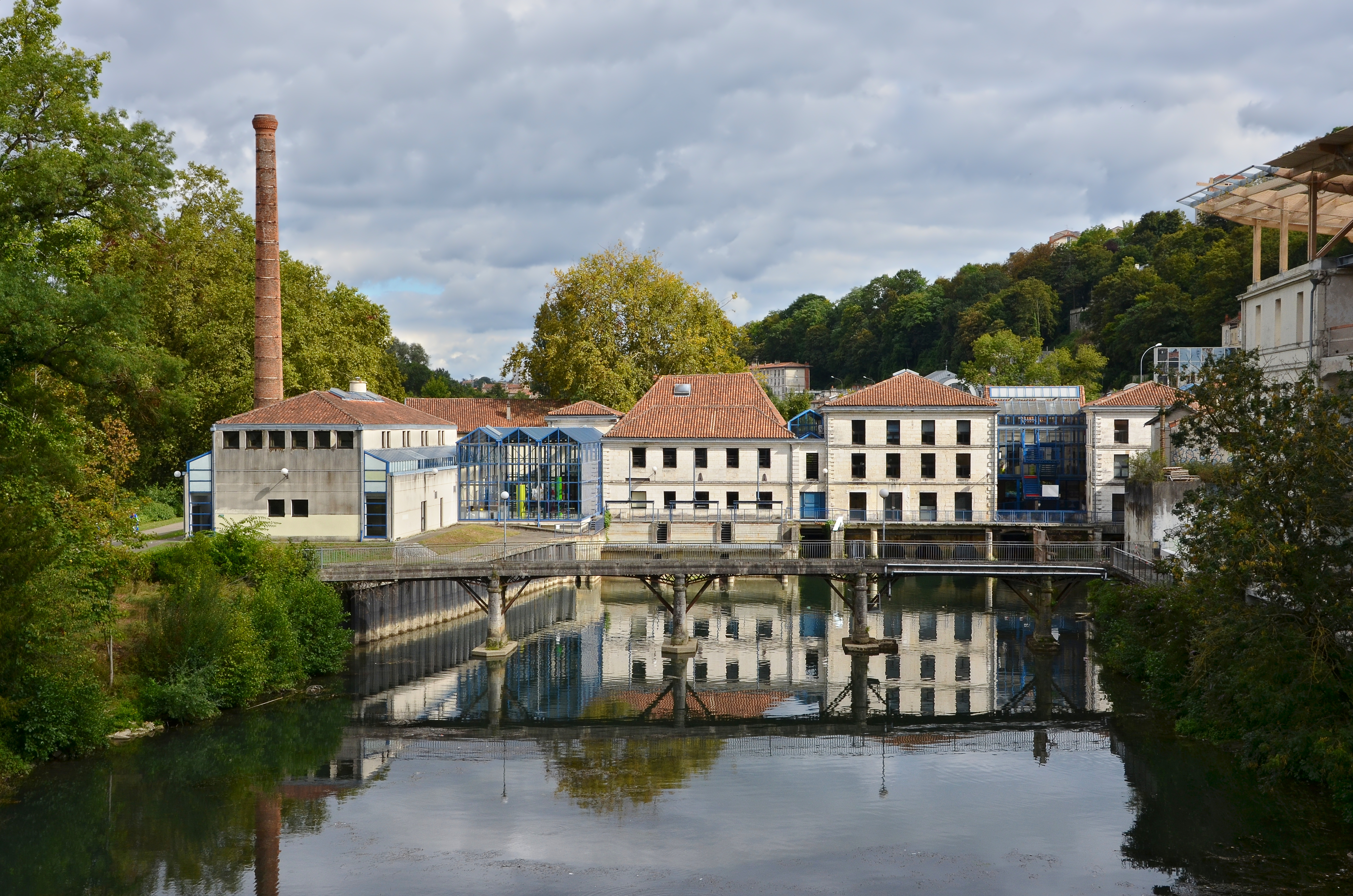
Standort der ÉESI in Angoulême, ehemalige Papierfabrik Saint-Cybard-le-Nil

Die École européenne supérieure de l’image (ÉESI, europäische Hochschule für Bildmedien) ist eine staatliche französische Kunsthochschule mit Sitz in Angoulême und Poitiers.
Die École européenne supérieure de l’image hat einen deutlichen Schwerpunkt in den neuen Medien, der Standort Poitiers ist dabei spezialisiert auf die künstlerische Ausbildung im Bereich der elektronischen Medien. Die Hochschule entstand 1995 aus der Fusion der Kunsthochschulen in Poitiers (gegründet 1768) und in Angoulême (wie das Comicfestival gegründet im Jahr 1972).
Der Standort Angoulême bietet, in enger Zusammenarbeit mit dem ebenfalls dort ansässigen Centre National de la Bande Dessinée et de l’Image (CNBDI), dem Nationalen Zentrum für Comic und Bild, einen Comic-Studiengang an, der mit einem Diplôme National d’Arts Plastiques – option communication, mention Bande Dessinée (Nationales Diplom für bildende Künste – Option Kommunikation, Vermerk: Comic), kurz DNAP, nach drei Jahren abschließt. Im Anschluss an das DNAP kann ein zweites Diplom, das DNSEP – Diplôme National Supérieur d’Expression Plastique (Höheres Nationales Diplom für bildnerischen Ausdruck) nach weiteren zwei Jahren erworben werden.
Am Standort Poitiers ist für Inhaber eines DNSEP die Aufnahme eines Master- oder Doktorstudienganges „Arts Numériques“ möglich.